# 産交バス荒尾営業所
産交バス荒尾営業所（さんこうバスあらおえいぎょうしょ）は過去に存在した九州産交バスの子会社である産交バスの営業所の一つ。
かつては1991年に本体である九州産業交通から地域ごとに分社化され、熊北産交の営業所として位置付けられていたが、2005年4月に子会社再統合によって産交バスの営業所として位置付けられていた。2006年11月30日を以って玉名営業所に統合されたことにより廃止された。

## 担当していた路線
主に熊本市の熊本交通センター（現：熊本桜町バスターミナル）から荒尾市四ツ山間を結ぶ路線のほか、当営業所を起点として荒尾市のほぼ全域ならびに近隣の玉名市内や長洲町方面といった県北エリアの大半をカバーしていた。また、過去においては熊本市内と県境を越えた福岡県大牟田市とを結ぶ快速バス（みいけ号）も担当していたが、JR鹿児島本線の増発の影響により1992年に快速運転を中止し植木町までの各停となる。2000年頃には荒尾・四山 - 大牟田駅間ならびに大牟田駅 - 植木間が廃止される。また、当営業所のエリアには他社との競合も盛んで、荒尾市営バスや大牟田交通（現在の西鉄バス大牟田）といったまさに3社ともにサービス合戦を繰り広げ、特に荒尾市営バスとは良きライバル関係にあったが、荒尾市がバス事業から撤退すると発表したのち、2004年4月に荒尾市営バスが運行していた路線の一部が当社に先行譲渡され、さらに2005年4月には残りのすべての路線が移譲されるとともに車両ならびに局舎もすべて譲り受け荒尾市交通局は閉鎖・解散した。局舎譲受後は当営業所として従来の営業所から移転とともに旧営業所を閉鎖・売却したのち供用していたが、当社の合理化ならびに県北地域の業務活性化により2006年11月末日を以って玉名営業所に統合し、当営業所は閉鎖された。なお、廃止後は産交バス玉名営業所荒尾車庫として車両と乗務員は引き続き駐在しているほか、バス停としては「荒尾産交前」として現在もある（乗車券発売窓口は閉鎖）。
尚、2008年10月のダイヤ改正により荒尾市内のバス路線網が見直され、重複する路線の統合や廃止など多くの路線が大幅に再編された。これと同時に熊本市 - 荒尾市間の路線については玉名を境として系統分割がなされ、両市間とを結ぶ直通路線は廃止（玉名駅で乗換え）となった。